# Eleutherodactylus marnockii
Eleutherodactylus marnockii är en groddjursart som först beskrevs av Cope 1878.  Eleutherodactylus marnockii ingår i släktet Eleutherodactylus och familjen Eleutherodactylidae. IUCN kategoriserar arten globalt som livskraftig. Inga underarter finns listade i Catalogue of Life.